# 313省道 (浙江省)
313省道，又称普陀—宁海公路，是浙江省的一条省道，起点位于舟山市普陀区普陀山镇，途经朱家尖街道、沈家门街道（原登步乡）、桃花镇、虾峙镇、六横镇、象山县贤庠镇、涂茨镇、爵溪街道、西周镇、宁海县桥头胡街道、梅林街道，终点位于宁海县强蛟镇，全长100公里，原为金华—兰溪公路，原编号45:103，起点位于金华市婺城区、途经罗店镇，终点位于兰溪市:109，全长34.703公里:221。